# Marcel Lachmann
Marcel Lachmann (6. prosinca 1908.) je bivši francuski hokejaš na travi.
Na hokejaškom turniru na Olimpijskim igrama 1928. u Amsterdamu je igrao za Francusku. Igrao je na mjestu veznog igrača. Odigrao je jedan susret.
Francuska je u ukupnom poredku dijelila 5. – 8. mjesto. U skupini je bila treća, a u odlučujućem susretu u zadnjem kolu u skupini koji je donosio susret za broncu je izgubila od Njemačke s 0:2.
Na hokejaškom turniru na Olimpijskim igrama 1936. u Berlinu je igrao za Francusku. Francuska je osvojila 4. mjesto. Odigrao je jedan susret na mjestu veznog igrača.

## Vanjske poveznice
- Profil na Sports Reference.com  Arhivirana inačica izvorne stranice od 19. svibnja 2011. (Wayback Machine)